# 엔조이소프트
엔조이소프트는 대한민국의 IT기업이다. PC방관리프로그램을 개발하여 지난 2005년 법인설립한 이후 PC방 프랜차이즈 <조이칸> 론칭, 위치기반 할인쿠폰앱 <조이쿠폰> 론칭을 비롯하여 PC방 선불기계 솔루션인 <조이머신> 및 노래방통합솔루션 <케이머신>과 외식업 무인정산 셀프오더 시스템인 <아이머신>을 론칭한 차세대 O2O 플랫폼 서비스 기업이다.

## 테마
NHN엔터테인먼트와 O2O 플랫폼 클라우드 업무협약을 체결하였으며, 노래방 반주기 업체인 금영그룹과 차세대 노래방통합솔루션 양해각서를 체결하였다.

## 연혁
- 2017년: 노래방통합솔루션《케이머신》출시
- 2015년: 외식업 셀프오더무인정산 시스템《아이머신》출시
- 2013년: PC방 선불기계 & 통합관리솔루션《조이머신》론칭
- 2010년: 위치기반 할인쿠폰어플《조이쿠폰》론칭
- 2006년: PC방 프랜차이즈 브랜드《조이칸》론칭
- 2005년: 주식회사《엔조이소프트》설립
- 2001년: PC방관리프로그램《밤마매니저》출시
- 2000년: 온라인 고스톱게임《밤마고도리》출시
- 1998년: 대한민국1세대 PC방《밤새지마란말이야PC방》창업